# フリーメイソンのための葬送音楽
フリーメイソンのための葬送音楽（Maurerische Trauermusik）ハ短調 K.477(479a)は、ヴォルフガング・アマデウス・モーツァルトが作曲した管弦楽作品。

## 概要
モーツァルトが秘密結社フリーメイソンに加入したのは1784年の12月14日のことであり、以後亡くなるまでの7年間はこのフリーメイソンの会員だったことになる。モーツァルトは加入して以降フリーメイソンのための音楽を多く作曲しているが、本作は最も有名な作品として広く知られている。
1785年11月15日頃（または10日頃）にウィーンで作曲され、曲の成立についてはモーツァルト自身の作品目録に記入された言葉があり、それには「同志メクレンブルクと同志エステルハージの死去に際してのフリーメイソンの葬送音楽」と書かれている。前者のメクレンブルクはメクレンブルク＝シュトレーリッツ公家の公子ゲオルク・アウグスト (de) 、後者はフランツ・エステルハージ・フォン・ガラーンタ伯（ハンガリー＝トランシルヴァニア宮内大臣）で、2人とも貴族であり、有力な結社員でもあった。モーツァルトは敬愛するこの2人の死を悼んで葬送の音楽を作曲したと考えられる。初演は2人の告別式が行われた11月17日に音楽が演奏されたと伝えられる。
モーツァルトはここで、グレゴリオ聖歌を含む教会音楽の諸要素を用い、古い定旋律的手法で書くなどして厳粛なフェイズを作り出している。とくにグレゴリオ聖歌については自筆譜の末尾にその旋律を書いていることから、定旋律的手法を意識して作曲していたことが窺える。また作品の悲痛なムードは後の『レクイエム』に通じるものがある（バセットホルンの使用も『レクイエム』と同じ。実際並べて演奏される例もみられる）。
自筆譜（および筆写譜も）は現在ベルリン国立図書館にて保存されている。出版は1805年頃にJ.アンドレより。

## 楽器編成
オーボエ2、クラリネット1、バセットホルン1、ヴァルトホルン2、ヴァイオリン2部、ヴィオラ、チェロ、コントラバス、後から付加したものとして、バセットホルン2、コントラファゴット（またはグランファゴット）1

## 構成
演奏時間は約8分。
- アダージョ、ハ短調、2分の2拍子。

全体は69小節で構成され、管楽器の平行3度の動機によって開始される。それに続いて第1ヴァイオリンの音型、オーボエの平行6度の動機、第1ヴァイオリンによるリズムへと交替させながら奏される。変ホ長調で明るくなる部分はグレゴリオ聖歌の定旋律（オーボエとクラリネットによる）が使用されている。後半はオーボエの平行6度に似たヴァイオリンの音型が高潮するが徐々に静まっていき、終わりは冒頭の部分と同じ旋律が奏されて終止（ピカルディ終止）する。

## 参考資料
- 『作曲家別名曲解説ライブラリー13 モーツァルトⅠ』 音楽之友社,1993年
- 『モーツァルト 名曲大全』 音楽之友社,2006年